# Tapani Raittila
Tapani Johannes Raittila le 25 décembre 1921 à Kannus – mort le 2 janvier 2018 à  Helsinki) est un artiste peintre finlandais,.

## Biographie
En 1938, Tapani Raittila commence ses études à l'école de dessin de l'association des arts mais la seconde Guerre mondiale les interromp.
Après son retour du front après la guerre, il termine ses études en 1947 et s'installe à Joensuu en tant que professeur de dessin.
En 1953, il s'installe à Helsinki , et il y enseignera longtemps à l'académie des beaux-arts d'Helsinki.

## Reconnaissance
- Médaille Pro Finlandia, 1966
- Prix d'État pour les arts visuels, 1985
- Prix de la Fondation culturelle finlandaise, 2000